# Właszczyńce
Właszczyńce (ukr. Влащинці) – wieś na Ukrainie, w obwodzie tarnopolskim, w rejonie krzemienieckim.
Znajduje tu się przystanek kolejowy Wyszogródek, położony na linii Szepetówka – Tarnopol.
Przynależność administracyjna przed 1939 r.: gmina Wyszogródek, powiat krzemieniecki, województwo wołyńskie.